# انتخابات مجلس سوریه (۲۰۱۲)
انتخابات مجلس سوریه در ۷ مه ۲۰۱۲، نخستین انتخابات مجلس پس از اعتراضات ۲۰۱۱ سوریه بود که در پی همه‌پرسی ۲۰۱۲ قانون اساسی برگزار شد.

## حزب‌ها
در پی اصلاح قانون اساسی، حکومت از تسلط حزب بعث سوریه بیرون آمد و ۱۱ حزب نو تشکیل شد. پیش از این، همهٔ نامزدان حزبی زیر ائتلاف جبهه ملی مترقی باید می‌بودند.

## نتیجه
۹ حزب تازه‌تاسیس وارد این انتخابات شدند. از مجموع ۲۵۰ نماینده تنها ۴۱ نماینده از دور قبل آمدند و ۲۰۹ نماینده جدید بودند. مجلس در ۴ خرداد آغاز به کار کرد و با رای ۲۲۵ نفر از ۲۴۸ نفر محمد جهاد لحام را رئیس مجلس کرد.